# Annales Alamannici

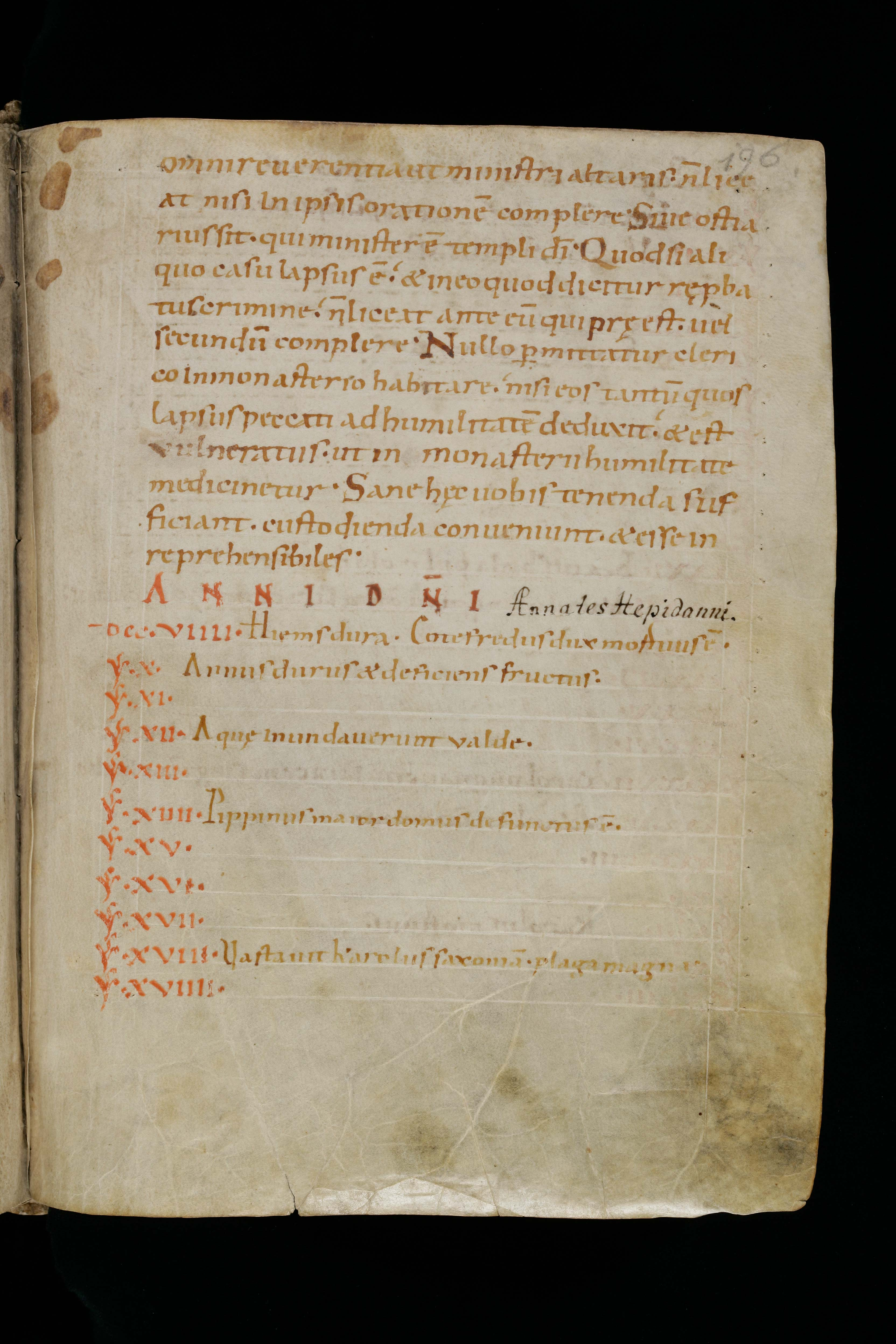
Annales Alamannici en los Annales Sangallenses maiores, comenzando con el año 709.

El núcleo de los Annales Alamannici detalla acontecimientos de 709 a 799. Repartidos en varios monasterios suabios, los anales continuaron de forma independiente en varios lugares, en la abadía de Reichenau hasta 939 (continuados por Hermann von Reichenau) y en la abadía de San Galo hasta 926, continuándose hasta el siglo XI con los Annales Sangallenses maiores.
Estos anales proporcionan uno de los más tempranos registros disponibles de la Europa medieval. Se destacan además por su estilo narrativo conciso, breve y directo, por eso  muchos estudiodos actuales los consideran incompletos, de valor limitado. Empero, en años recientes, historiadores como Hayden White han argüido que a pesar del estilo de estas crónicas, dan información de una era en la que "las cosas les pasaban a las personas en vez de que las personas hicieran cosas." Por esa razón, penetran en la mentalidad medieval y en lo que la gente de una época obscura consideraba importante.